# نوط التتويج 1952
من الاوسمة العراقية الملكية منح هذا النوط للضباط والمدنيين المساهمين في فعاليات يوم تتويج الملك فيصل الثاني  في العراق عام 1952 ويمثل النوط صورة للملك فيصل الثاني في الوجه وصورة للتاج الملكي وتحته كتابة باللغة العربية وتاريخ التتويج.
وهناك اصداران لهذا النوط احدهما مصنع في سويسرا والثاني في المملكة المتحدة كما هناك اشرطة مختلفة للنوط.

## معرض الصور

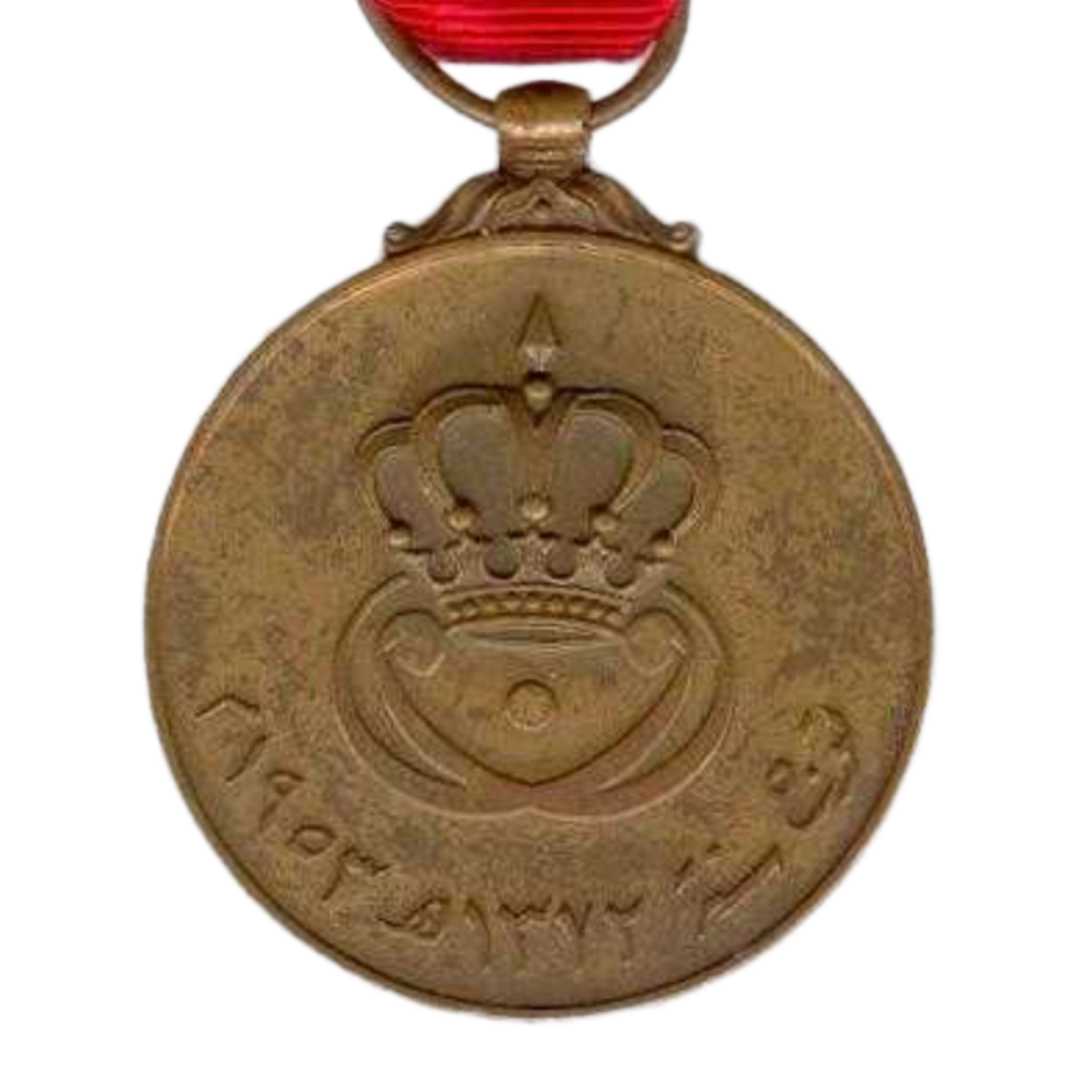
نوط التتويج من الجهة الأخرى

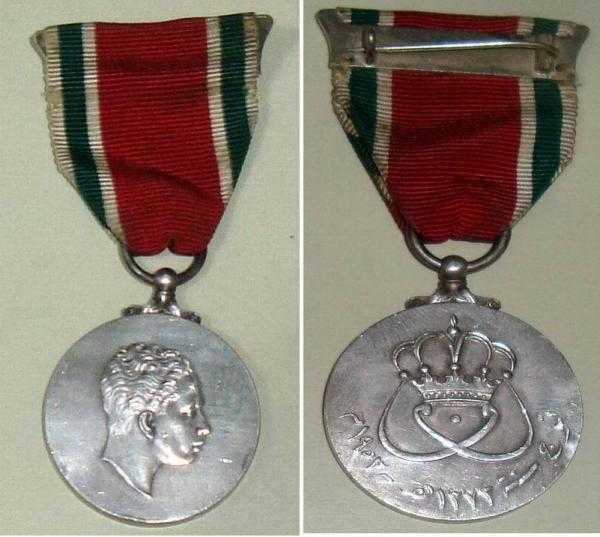
نوط التتويج من الدرجة الثانية